# Болельщик
Болельщик (спортивный болельщик) — страстный любитель спортивных зрелищ, поклонник какой-либо спортивной команды (см. команда), остро переживающий её успехи и неудачи.
Для информирования болельщиков и поддержания интереса существуют многочисленные издания — как печатные (см. Спортивная журналистика), так и интернет-ресурсы (см. Категория:Спортивные сайты).
Болельщиками привыкли называть людей поддерживающих и переживающих за своими любимые спортивные команды. Для просмотра спортивных мероприятий болельщики располагаются на стадионе, а также многие следят за процессом через прямые трансляции.
Для болельщиков, которые, в большинстве своём, предпочитают смотреть матчи любимой команды или национальной сборной удаленно — по телевизору или через интернет — имеются многочисленные спорт-бары (см. бар), которые предлагают перед экраном насладиться игрой национальной сборной или любимой команды в компании единомышленников.

## Футбол
Футбольные болельщики — болельщики, болеющие за футбольный клуб либо сборную.
Болельщики (а чаще всего — фанаты) служат для клубов не только источником дохода, но и причиной неприятных расходов. Так, после каждого тура чемпионата России РФПЛ штрафует команды в среднем более чем на миллион рублей. Основные нарушения: зажженные на трибунах файеры, брошенные с трибун петарды, нецензурное и оскорбительное скандирование, появление на поле нетрезвых «бегунов» («бегуны» — люди которые выбегают на поле (иногда обнажённые), особенно во время финалов чемпионата мира по футболу, подобные выдворяются стюардами и сотрудниками полиции).
Для подобных нарушителей в дальнейшем ограничивают право приобретения билетов на матчи. Для команд, чьи болельщики нарушили правила, наказанием являются штраф либо перенос домашних матчей на нейтральное поле.
также:
- Ультрас — радикальные организованные группы болельщиков, главным образом футбольных клубов.
- Футбольные хулиганы

Фанатизм — доведенная до крайности степень приверженности к какому-либо интересу, команде, сопровождающаяся нетерпимостью к соперникам. Фанатское движение связано главным образом с футболом и представляет собой организованное изнутри сообщество активных болельщиков, живущее по своим правилам и традициям. Фанатами являются в основном подростки и юноши, однако среди них встречаются и взрослые люди. Фанаты подвержены групповому влиянию, поэтому все одеты в цвета своей любимой команды; многие из них отмечают важность единения. Уровень культуры у них, как правило, низкий, круг интересов ограничен.
Агрессивное поведение части зрителей, большинство из которых составляет малоквалифицированная рабочая молодежь, объясняется тем, что в этой социальной группе насилие стало нормальным способом разрешения конфликтов и рассматривается как проявление «мужественности».

## Хоккей
Хоккей с шайбой — один из самых популярных видов спорта, который имеет огромную аудиторию болельщиков по всему миру (например, в России хоккей с шайбой считается национальным спортом). Хоккейными болельщиками преимущественно являются мужчины, согласно статистике, средний возраст хоккейного болельщика (в России) варьируется в пределах от 30 до 49 лет. Большинство хоккейных болельщиков страны, около 75 %, предпочитают смотреть матчи любимой команды или национальной сборной удаленно — по телевизору или через интернет.
Существует традиция бросать на лёд различные предметы, например, головные уборы, которая перешла из других видов спорта и живёт в хоккее больше полувека.